# サン・セヴェリーノ・マルケ
サン・セヴェリーノ・マルケ（伊: San Severino Marche）は、イタリア共和国マルケ州マチェラータ県にある、人口約12,000人の基礎自治体（コムーネ）。

## 地理

### 位置・広がり
マチェラータ県のコムーネ。県都マチェラータから西南西へ25kmの距離にある。

#### 隣接コムーネ
隣接するコムーネは以下の通り。
- アピーロ
- カステルライモンド
- チンゴリ
- ガーリオレ
- マテーリカ
- ポッレンツァ
- セッラペトローナ
- トレンティーノ
- トレイア

### 気候分類・地震分類
サン・セヴェリーノ・マルケにおけるイタリアの気候分類 (it) および度日は、zona D, 1915 GGである。
また、イタリアの地震リスク階級 (it) では、zona 2 (sismicità media) に分類される。

## 分離集落
サン・セヴェリーノ・マルケには、以下の分離集落（フラツィオーネ）がある。
- Agello, Aliforni, Berta, Biagi, Cagnore, Carpignano, Case Bruciate, Casette, Castel San pietro, Cesolo, Chigiano, Colleluce, Collicelli, Colotto, Corsciano, Cusiano, Elcito, Gaglianvecchio, Granali, Isola, Marciano, Monticole, Orpiano, Palazzata, Parolito, Portolo, Pitino, Rocchetta, San Mauro, Sant'Elena, Serralta, Serripola, Serrone, Stigliano, Taccoli, Ugliano, Villanova.

## 人物

### 著名な出身者
- エウスタキウス - 16世紀の解剖学者、医師。イタリア語名バルトロメオ・エウスタキ。
- エウスタキオ・ディヴィーニ - 17世紀の光学機器製作者、天文観測者。
- ジャコモ・ボナヴェントゥーラ - サッカー選手。

## 姉妹都市
- フェレンティーノ、イタリア
- バルマセダ、スペイン